# DiscO-Zone
DiscO-Zone é o terceiro e último álbum de estúdio produzido e lançado pela banda moldava O-Zone. Foi lançado em 13 de agosto de 2003, em vários países de toda a Europa pela gravadora Polydor Records. Também foi lançado nos Estados Unidos sob a gravadora Ultra Records em 2 de novembro de 2004, na Austrália, pela gravadora Mushroom Records na mesma data, e no Japão sob Avex Trax em 24 de agosto de 2005. Possui seus singles de sucesso "Dragostea din tei (amor de á tília)" e "Despre Tine (Sobre Você)". O álbum foi um sucesso comercial em muitos países europeus, nomeadamente em Portugal, onde permaneceu em primeiro lugar por oito semanas consecutivas e foi classificado por 26 semanas no top 30. Ele também alcançou o top dez na Valónia (Bélgica), Polónia, Noruega, Suíça e Finlândia. Na França, foi o número 15, mas permaneceu por 36 semanas no top 200. No Japão, chegou à posição número um em sua 24 ª semana na parada.

## Faixas
Canções escritas e compostas por Dan Balan, exceto "De ce Plang chitarele" por Balan, Crimerman Efim e Dolgan Mihai.
| N.º | Título                          | Duração |  |
| 1.  | "Fiesta de la noche"            | 4:01    |  |
| 2.  | "De ce plâng chitarele"         | 4:11    |  |
| 3.  | "Dragostea din tei"             | 3:33    |  |
| 4.  | "Printre nori"                  | 3:43    |  |
| 5.  | "Oriunde ai fi"                 | 4:25    |  |
| 6.  | "Numai tu"                      | 4:00    |  |
| 7.  | "Dar, unde eşti?"               | 4:02    |  |
| 8.  | "Despre tine"                   | 3:50    |  |
| 9.  | "Sărbătoarea nopţilor de vară"  | 3:51    |  |
| 10. | "Nu mă las de limba noastră..." | 3:49    |  |
| 11. | "Crede-mă"                      | 4:44    |  |